# Адам, Гордон
Гордон Белгум «Горди» Адам (англ. Gordon Belgum "Gordy" Adam; 26 мая 1915 или 26 декабря 1915, Сиэтл, Вашингтон — 27 марта 1992, Лагуна-Хилс, Калифорния) — американский гребец, выступавший за сборную США по академической гребле в середине 1930-х годов. Чемпион летних Олимпийских игр в Берлине, победитель и призёр многих студенческих регат.

## Биография
Гордон Адам родился 26 мая 1915 года в Сиэтле, штат Вашингтон.
Начал заниматься академической греблей во время учёбы в Вашингтонском университете в Сиэтле, в течение четырёх лет состоял в местной гребной команде «Вашингтон Хаскис», неоднократно принимал участие в различных студенческих регатах, в частности в восьмёрках дважды выигрывал чемпионат Межуниверситетской гребной ассоциации (IRA), выигрывал национальное первенство и первенство тихоокеанского побережья.
Наивысшего успеха в гребле на международном уровне добился в сезоне 1936 года, когда вошёл в основной состав американской национальной сборной и благодаря череде удачных выступлений удостоился права защищать честь страны на летних Олимпийских играх в Берлине. В составе распашного экипажа-восьмёрки с рулевым в финале обошёл всех своих соперников, в том числе более чем на полсекунды опередил ближайших преследователей из Италии, и тем самым завоевал золотую олимпийскую медаль.
Окончил университет в 1939 году, получив степень в области механической инженерии. Впоследствии 38 лет проработал в производственном отделе компании Boeing. Принимал участие в создании таких самолётов как Boeing B-17 Flying Fortress, Boeing B-29 Superfortress, Boeing 707 и Boeing 727.
Был женат, имел сына и дочь.
Умер 27 марта 1992 года в городе Лагуна-Хиллз, штат Калифорния, в возрасте 76 лет.